# Sycorax (Mond)
Sycorax (auch Uranus XVII) ist der fünftäußerste der 28 bekannten und der fünftinnerste der äußeren retrograden irregulären Monde des Planeten Uranus. Er ist der größte der irregulären natürlichen Satelliten des Planeten.

## Entdeckung und Benennung
Sycorax wurde in der Nacht vom 6. auf den 7. September 1997 durch ein Team der Astronomen Philip D. Nicholson, Joseph A. Burns und John J. Kavelaars auf fotografischen Aufnahmen in derselben Nacht wie der zweitgrößte bekannte irreguläre Uranusmond Caliban aufgenommen. Die Aufnahmen wurden mit dem 5-Meter-Spiegelteleskop des Hale-Observatoriums in Kalifornien (USA) angefertigt. Die eigentliche Entdeckung erfolgte durch das Teammitglied Brett J. Gladman Anfang Oktober, der beide Monde auf den Aufnahmen aufspürte. Sycorax und Caliban waren die ersten entdeckten irregulären Monde des Planeten. Die Entdeckung wurde am 30. April 1998 bekannt gegeben; der Mond erhielt Ende Oktober 1997 zunächst die vorläufige Bezeichnung S/1997 U 2.
1999 hat der Mond auf den Vorschlag von Brett Gladman, Phil Nicholson, Joseph Burns, J.J. Kavelaars, Brian Geoffrey Marsden, Gareth V. Williams und Warren B. Offutt hin dann den offiziellen Namen Sycorax erhalten, wie alle irregulären Uranusmonde außer Margaret nach einer Gestalt in William Shakespeares Komödie Der Sturm. Sycorax war eine Hexe, die vor Einsetzen der Handlung bereits gestorben war. Sie wurde auf die Insel im Mittelmeer verbannt, wo sie Caliban gebar und wohin später auch Prospero verbannt wurde. Sie war verantwortlich für die ungerechte Gefangennahme und Versklavung des Luftgeistes Ariel, der später von Prospero befreit wurde.
Bislang wurden alle Uranusmonde nach Figuren von Shakespeare oder Alexander Pope benannt. Die ersten vier entdeckten Uranusmonde (Oberon, Titania, Ariel, Umbriel) wurden nach Vorschlägen von John Herschel, dem Sohn des Uranus-Entdeckers Wilhelm Herschel, benannt. Später wurde die Tradition der Namensgebung beibehalten.
Die vorläufige Bezeichnung S/1997 U 2 entspricht der Systematik der Internationalen Astronomischen Union (IAU).

## Bahneigenschaften

Einordnung in die irregulären Monde

### Umlaufbahn
Sycorax umläuft Uranus auf einer retrograden, stark elliptischen Umlaufbahn zwischen 5.823.000 und 18.535.000 km von dessen Zentrum (Große Bahnhalbachse 12.179.000 km), also rund 12.150.000 km über dessen Wolkenobergrenze. Die Bahnexzentrizität beträgt 0,5219, die Bahn ist 152,49571° gegenüber der Ekliptik geneigt. Sycorax ist knapp 21-mal so weit von Uranus entfernt wie der äußerste reguläre Mond Oberon.
Bedingt durch die große Distanz zu Uranus und gravitative Störungen durch die Sonne und andere Faktoren sind die Bahnparameter dadurch möglicherweise variabel; der Mond könnte vielleicht auch (wieder) in eine heliozentrische Umlaufbahn gelangen. Nach Berechnungen eines russischen Astronomen hat sich die Bahnneigung um rund 7° und die Exzentrizität um etwa 10 % verändert. Die Exzentrizität wird daher auch zwischen 0,5219 und 0,5224, die Bahnneigung (gegenüber der Ekliptik) beträgt 159,42°. Durch die hohe Exzentrizität kommt Sycorax Uranus in ihrer Periapsis näher als die drei weiter innen kreisende Monde Caliban, Stephano und Trinculo.
Sycorax ist das größte und namensgebende Mitglied der Sycorax-Gruppe, einer Untergruppe der irregulären Monde mit sehr hoher Exzentrizität und hohen Bahnneigungen zwischen 140° und 170°, zu der auch Prospero, Setebos und Ferdinand gehören. Sycorax weist jedoch eine weitaus rötere Färbung als die anderen Monde der Gruppe auf, die eher eine graue Färbung haben.
Die Umlaufbahn des nächstinneren Mondes Trinculo ist im Mittel etwa 3,67 Millionen km vom Orbit von Sycorax entfernt, die Entfernung der Bahn des nächstäußeren Mondes Margaret beträgt im Mittel etwa 2,24 Millionen km.
Sycorax umläuft Uranus in rund 1283 Tagen und 9 Stunden beziehungsweise rund 3,5 Erdjahren. Sycorax benötigt für einen Umlauf um Uranus fast genau so lange wie der Asteroid Vesta um die Sonne.

### Rotation
Die Lichtkurve von Sycorax weist auf eine Rotation von zwischen 3 Stunden und 42 Minuten (3,7 h) und 4 Stunden und 6 Minuten (4,1 h) hin.

## Physikalische Eigenschaften
Sycorax hat einen Durchmesser von geschätzten 150 km, beruhend auf dem für sie angenommenen Rückstrahlvermögen von 4 %. Die Oberfläche ist damit jedenfalls ausgesprochen dunkel. Ihre Dichte wird auf 1,5 g/cm3 geschätzt. Damit dürfte der Mond zum überwiegenden Teil aus Wassereis und silikatischem Gestein zusammengesetzt sein. An seiner Oberfläche beträgt die Schwerebeschleunigung 0,032 m/s2, dies entspricht etwa 0,32 % der irdischen.

### Oberfläche
Über die Oberfläche von Sycorax ist so gut wie nichts bekannt. Einigen Berichten zufolge besitzt sie eine rötliche Erscheinung, röter als der Jupitermond Himalia oder die Sonne, doch weniger rot als die meisten Kuipergürtelobjekte. Sycorax ist womöglich auch etwas weniger rot als der zweitgrößte irreguläre Uranusmond Caliban, was auf einen unterschiedlichen Ursprung hinweist. Allgemein gleicht sie von der Färbung her den transneptunischen Objekten wie Pluto und anderen, reflektiert im Unterschied zu diesen jedoch weniger Licht. Im nahen Infraroten wird das Spektrum zwischen Wellenlängen von 0,8 bis 1,25 Meter blau und bei längeren Wellenlängen schließlich neutral.

## Entstehung
Es wird angenommen, dass Sycorax ein eingefangenes Objekt des Kuipergürtels ist und nicht in der Akkretionsscheibe, die das Uranussystem formte, entstanden ist. Es ist denkbar, dass der Mond von einem Kuipergürtelobjekt zunächst zu einem Zentauren wurde und daraufhin durch Uranus eingefangen wurde. Der exakte Einfangmechanismus ist nicht bekannt, doch das Einfangen eines Mondes benötigt die Dissipation von Energie. Die Hypothesen reichen von Einzug von Gas der protoplanetaren Scheibe, Interaktionen im Rahmen des Mehrkörperproblems und Einfang durch die stark anwachsende Masse von Uranus. Die orbitalen Parameter weisen darauf hin, dass Sycorax zu derselben dynamischen Gruppe wie Setebos und Prospero gehört und diese Monde daher wahrscheinlich einen gemeinsamen Ursprung haben.

## Erforschung
Aufgrund der großen Distanz zu Uranus und der schwachen Helligkeit von 20,8 mag, die 1:1300000 gegenüber dem Zentralplaneten beträgt, wurde Sycorax beim Vorbeiflug der Raumsonde Voyager 2 1986 nicht gefunden. Seit der Entdeckung 1997 konnte Sycorax nur durch erdgebundene Teleskope beobachtet werden und dabei ihre Bahnelemente und ihre Helligkeit bestimmt werden.